# Интерконнектор Греция — Болгария
Интерконнектор Греция — Болгария (англ. Interconnector Greece-Bulgaria (IGB)) — трубопровод, создающий прямую связь между национальными системами транспортировки природного газа Греции и Болгарии, между регионами Комотини на северо-востоке Греции и Стара Загора на юге Болгарии. Общая протяжённость — 182,6 км. Стоимость — 253 млн евро. Суммарная мощность — 3 млрд м3 природного газа в год.

## Общие сведения

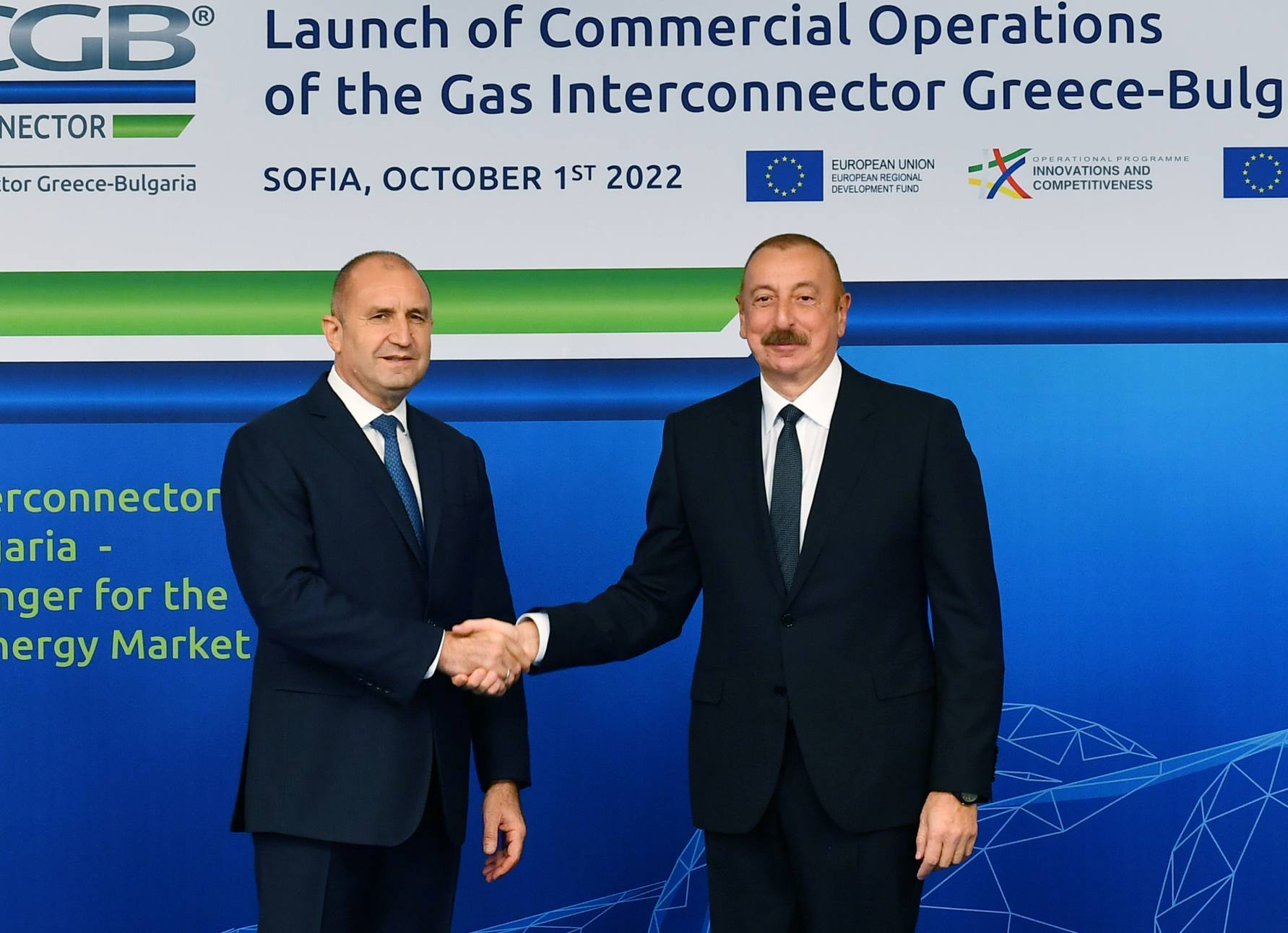
Президент Азербайджана Ильхам Алиев и президент Болгарии Румен Радев на запуске интерконнектора Греция — Болгария в Софии 1 октября 2022 года

Строительство газопровода было запланировано в 2017 году. 22 мая 2019 года в регионе Кирково состоялась церемония закладки фундамента интерконнектора. 
Строительство осуществлял оператор трубопровода — компания ICGB AD. В строительстве участвовали болгарская Bulgarian Energy Holding, греческая DEPA и итальянская Edison.
Владельцем трубопровода является совместное предприятие «ICGB AD», в котором 50 % принадлежит «Bulgarian Energy Holding» и 50 % — «IGI Poseidon S.A.» (Греция), акционерами которой, в свою очередь, являются «DEPA» и «Edison» (по 50 %).
25 марта 2022 года трубопровод был подключён к Трансадриатическому газопроводу.  
Строительство было завершено в июле 2022 года. Официальное открытие состоялось 8 июля 2022 года. 
В июне 2022 года начата закачка азербайджанского газа. Первоначально планировалось поставлять 1 млрд м3 газа в год, затем повысить объём до 3 млрд м3/год.
Трубопровод рассчитан на работу при максимальном давлении до 75 бар.
1 октября 2022 года в Софии интерконнектор Греция — Болгария был официально запущен в эксплуатацию.
С момента запуска интерконнектор обеспечивал треть потребностей Болгарии в природном газе. На февраль 2024 года интерконнектор обеспечивал 42 % ежемесячного потребления Болгарии. К марту 2025 года покрывает 70 % внутреннего потребления Болгарии.
На конец апреля 2023 года пользователями интерконнектора являлись 16 компаний. На октябрь 2023 года пользователями являются 39 компаний.
Газ транспортируется из Греции в Болгарию, и из Болгарии в Грецию через виртуальный реверс.
Пропускная способность интерконнектора составляет 3 млрд м3 в год. Из них 1,57 млрд м3 забронированы по долгосрочным контрактам на 25 лет.
Пропускная способность интерконнектора может быть увеличена до 5 млрд м3 в год за счёт добавления компрессорных станций.

## Показатели
На 1 мая 2023 года по интерконнектору транспортировано 892 млн м3 газа. Всего за 2023 год транспортировано более 15,5 миллиона МВтч природного газа (1,55 млрд м3).